# Wheatland (Pennsilvània)
Wheatland, o James Buchanan House, és una casa d'estil federal de maons ubicada a Lancaster (Pennsilvània). Fou propietat del 15è president dels Estats Units, James Buchanan.
La casa va ser construïda el 1828 per William Jenkins, un advocat local. El segon propietari fou Thomas Fuller Potter, qui la vengué a William M. Meredith el 1845.
Wheatland va tornar a canviar de mans el 1848, quan Buchanan la comprà. Buchanan ocupà la casa durant les dues dècades següents, llevat dels anys en què fou ambaixador a Gran Bretanya i durant la seva presidència. Després de la seva mort el 1868, Wheatland fou heretada per la neboda de Buchanan, Harriet Lane, que la va vendre el 1884 a George Willson.
Fou heretada per un familiar de Willson el 1929. Wheatland es tornà a posar en venda després de la mort del familiar l'any 1934 i fou adquirida per un grup de persones que crearen una fundació amb la finalitat de preservar la casa. Wheatland fou designada National Historic Landmark el 1961 i s'inclogué al Registre Nacional de Llocs Històrics el 1966. Fou designada com a propietat contribuent al districte històric de Northeast Lancaster Township el 1980. La fundació i la societat històrica adjacent es van fusionar el 2009.

## Ubicació

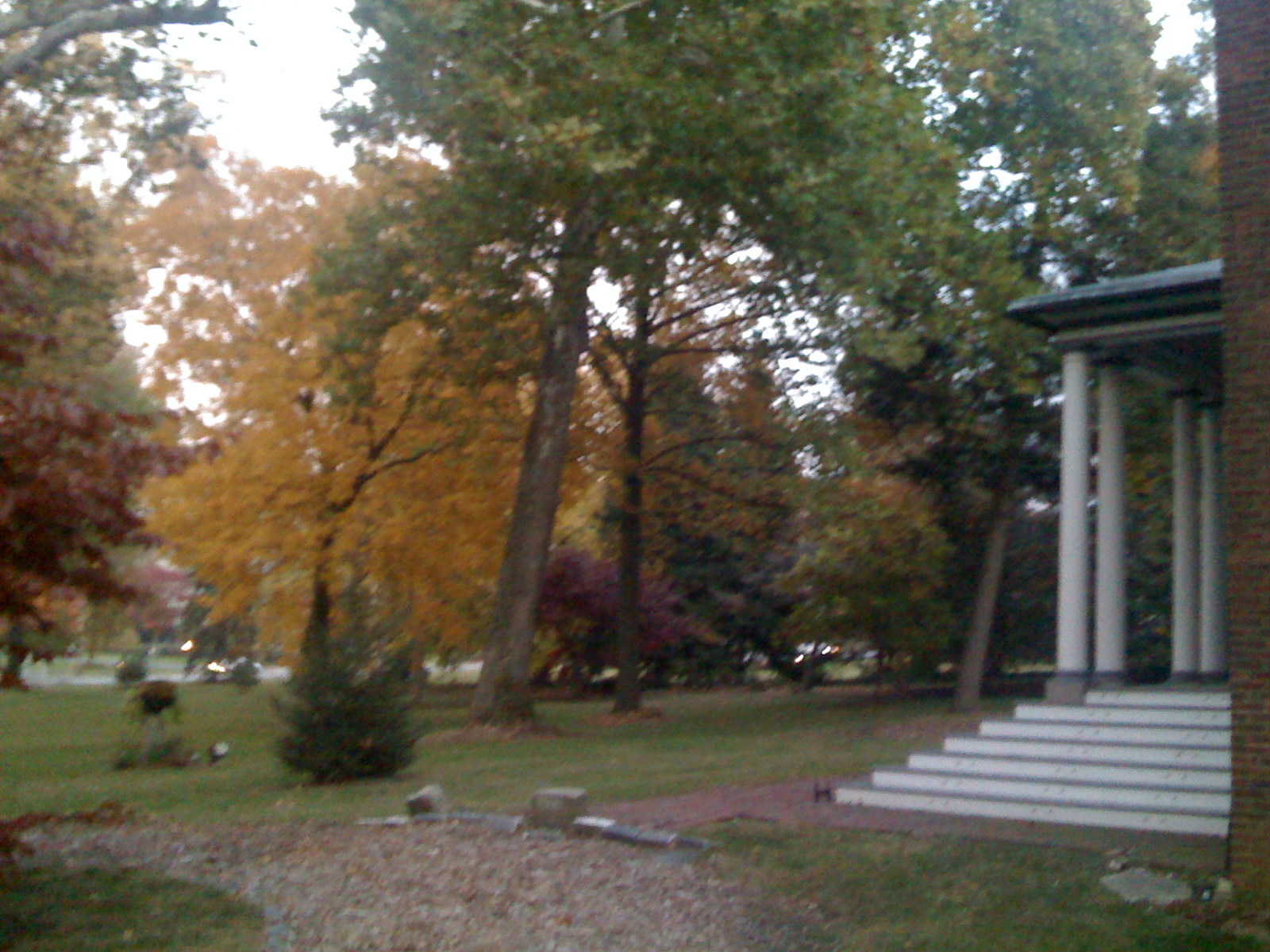
Els terrenys davanters de Wheatland

Wheatland és a tocar de la Ruta 23 de Pennsilvània (Marietta Avenue) a Lancaster, a unes 1.5 milles (2.4 km) del centre de la ciutat de Lancaster. Està construïda en un solar de 10 acres (40,470 m2) , que comparteix amb la societat històrica del comtat de Lancaster, a la intersecció de Marietta Avenue i President Avenue.
La regió originalment fou habitada pels susquehannock, contactats per John Smith el 1608 a l'actual comtat de Lancaster.  També eren coneguts pels primers pobladors de la zona com els "Conestogas", pel rierol que passava pels lloc on residien.  El 1680 William Penn va rebre una carta de Carles II per a la fundació de la província de Pennsilvània; Penn dividí la terra en els tres comtats: Bucks, Chester i Philadelphia. El comtat de Lancaster es formà a partir de parts del comtat de Chester el 10 de maig de 1729.  El township de Lancaster s'establí entre 1717 i 1720, i es va incorporar a parts del township de Conestoga el 1729.  La ciutat de Lancaster es va establir el març de 1730 i es va incorporar com a borough l'agost del 1742, abans de ser incorporada com a ciutat el 20 de març de 1818. 

## Història
El 20 de novembre de 1824, un granger lliura més de 403 acres (1,630,883 m2) de terra a un banc de Lancaster. El banc va vendre 165 acres (1 km2)   i 68 rods quadrats (18.513 peus 2 ; 1.720 m 2) d'aquell terreny, el 29 de gener de 1828, per 11.731,87 $1⁄2, (equivalent a 335.923 dòlars actuals), mitjançant un testaferro, a William Jenkins, advocat i, aleshores, president de l'esmentat banc.  Jenkins feu construir una casa a la propietat anomenant-la "The Wheatlands", bé fos pels camps de blat de l'entorn o perquè el lloc de la casa solia ser un camp de blat.  Jenkins va vendre 17 acres (68,797 m2)   i 253⁄4 rods quadrats (7.010 peus 2 ; 651 m 2) de terra, inclosa la casa, al seu gendre Thomas Fuller Potter el 1836.  William M. Meredith va comprar la mateixa parcel·la el 8 de maig de 1845, més 5 acres (20,234 m2), per 6.750 $, equivalent a 227.788 $ d'avui dia.  Meredith la va utilitzar principalment com a casa d'estiueig i com a casa per a la seva dona i els seus fills; Els deures de Meredith com a cap del bar de Filadèlfia li van impedir viure a Wheatland de manera permanent. 
Meredith posat a la venda Wheatland i fou contactat el juny de 1848 pel secretari d'Estat James Buchanan, que estava interessat en la casa.  La venda de Wheatland fou retardada per Meredith, que no estava segur de si realment volia vendre la finca, i per Buchanan, que no volia forçar Meredith a prendre una decisió de la qual es podria penedir.  Wheatland es va vendre al desembre dle 1848 al mateix preu que Meredith l'havia comprat; Buchanan es va traslladar a la mansió uns quants mesos més tard,  acompanyat de la seva neboda, Harriet Lane, i el seu nebot, James Buchanan "Buck" Henry, i la seva governanta, Esther "Miss Hetty" Parker.  Buchanan es va presentar sense èxit a la nominació del Partit Demòcrata com a president a les eleccions de 1852, però va ser nomenat ministre de la Gran Bretanya pel recentment elegit Franklin Pierce. Buchanan no va tornar als Estats Units i a Wheatland fins al 1856.
Poc després de tornar a Wheatland, Buchanan fou nomenat pel Partit Demòcrata per ser el seu candidat a la presidència el 9 de juny del 1856.  Buchanan no va fer una gira pel país com a part de la campanya. En lloc d'això, guià la campanya electoral des de Wheatland com una front porch campaign (literalment "campanya de porxo davanter", traduïble com "campanya des del porxo").  Buchanan va guanyar les eleccions i va portar tots els estats del sud, amb la majoria dels vots als estats del nord per al candidat republicà John C. Frémont . Una part de l'èxit de Buchanan al Sud va ser el seu suport, i el de la plataforma del partit, a la Llei de Kansas-Nebraska. Una de les tàctiques utilitzades a la campanya consistia a imprimir i fer circular litografies de Wheatland, principalment al sud, "com una manera educada d'informar als sudistes que el candidat demòcrata, tot i que era del nord, tenia una plantation estate i tenia una mena de vida semblant a la seva". 

### Post-presidència
Durant la seva presidència, Buchanan tornà a Wheatland esporàdicament sempre per estades breus.  Es retirà a Wheatland el 1861, després de l'elecció d'Abraham Lincoln i el final del seu mandat com a president. Buchanan va morir en una habitació del segon pis de Wheatland l'1 de juny del 1868. Milers de persones assistiren al funeral de Buchanan i al seguici fúnebre des de Wheatland fins al cementiri de Woodward Hill el 4 de juny.   La finca va ser heretada per Harriet Lane, que la va utilitzar com a casa d'estiueig. Després de la mort dels dos fills de Lane — un el 1881 i l'altre un any després — i unes setmanes després de la mort del seu marit, Lane va vendre Wheatland el 1884 a George Willson.  

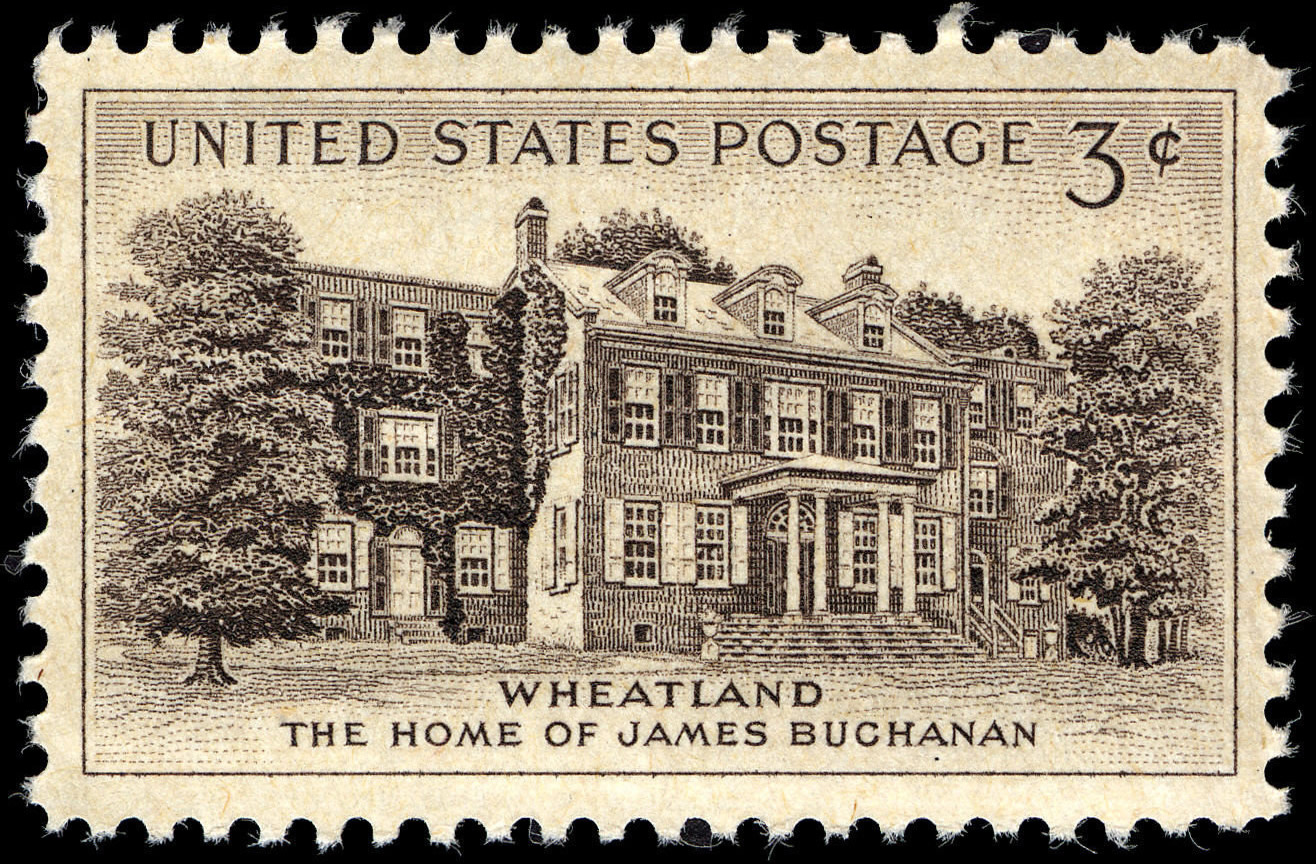
Segell de tres cèntims que commemora el centenari de l'elecció de Buchanan, el 1956.

Mary Willson Rettew, cosina de George Willson, heretà Wheatland després de la mort de Willson d'un atac de cor el 1929. Rettew va morir el 1934 i va deixar un testament que estipulava "l'establiment de 'The Willson Memorial Building'" per preservar les herències de la família.  En el testament també demanava que l'edifici fos ocupat per la Societat Històrica del Comtat de Lancaster, que havia estat fundada el 1880.  Wheatland, juntament amb 4.25 acres (17,199.14 m2) de terreny, foren posats a la venda pels marmessors del testament. La Junior League de Lancaster va fundar la "James Buchanan Foundation for the Preservation of Wheatland" el 1935 amb el propòsit de recaptar fons per comprar Wheatland.  Wheatland es va vendre a la Fundació per 40.000 dòlars (equivalent a un 906.379 dòlars actuals) el 27 de febrer de 1936.  El 5 de maig del 1936 s'obrí al públic dedicat "com a nou santuari presidencial, ocupant el seu lloc amb Mount Vernon, Monticello i The Hermitage", a l'octubre del 1937.  Wheatland fou designada com a Monument històric nacional el 4 de juliol del 1961 i inscrita al Registre Nacional de Llocs Històrics el 15 d'octubre de 1966. Wheatland es convertí en una propietat contribuent al districte històric de Northeast Lancaster Township el 20 de març del 1986. La James Buchanan Foundation i la veïna Lancaster County Historical Society es van fusionar el 2009 per formar LancasterHistory.org. 

## Arquitectura i decoració
Wheatland és una casa d'estil federal feta de maons.  Com que es desconeix l'existència de documents sobre la construcció, la persona o les persones responsables del disseny de Wheatland s'han mantingut en l'anonimat.  Tanmateix, l'arquitectura de Wheatland, així com la seva ubicació al solar, indica algú expert en arquitectura clàssica.  Els elements de disseny, com diverses finestres llunetes, també mostren la influència de diverses guies d'arquitectura que predominaven a principis del segle XIX. 
L'interior de Wheatland té el mobiliari típic d'una cas de mitjans del segle XIX, conservant la majoria dels mobles originals de la casa.  Com que Wheatland mai s'ha alterat o remodelat significativament, a part de la instal·lació d'il·luminació i calefacció modernes, proporciona una visió precisa de l'estil de vida a l'època victoriana. 
La casa està formada per 2 1⁄2 plantes, amb simetria bilateral, la secció central, flanquejada per dues ales de tres plantes enrere respecte de la façana principal .  Els sostres d'ambdues ales són plans lleugerament inclinats cap a la part posterior de la casa; l'ala nord també té una coberta inclinada de teules entre les finestres del primer pis i del segon pis, a la part posterior.  L'entrada frontal a Wheatland està protegida per un pòrtic sostingut per columnes d'ordre toscà, mentre que l'entrada posterior és coberta per una veranda. 

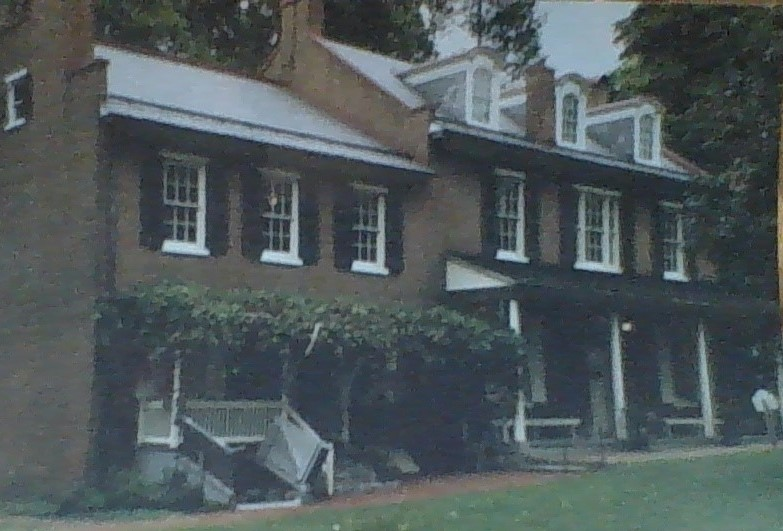
Vista posterior de la casa de James Buchanan, Wheatland

### Interior
Els dos accessos principals a Wheatland s'obren a un passadís en forma de T.  La part principal de la sala és de 42 peus (13 m) de llarg i 8 peus (2 m) d'ample, mentre que el passadís creuat amida 34 per 8 peus (10 × 2 m) .  Està cobert amb un terra d'oli que estava decorat amb "quadrats geomètrics per imitar la rajola" — pintant un material per assemblar-se a un altre, més car, que era popular a l'època victoriana.  Aquesta cobertura original es tapà amb una moderna catifa vermella fins al 1990; des d'aleshores s'ha sobreposat amb una cobertura de reproducció idèntica.
A la primera planta hi ha el saló, la biblioteca, dos menjadors i la cuina.   Un dels menjadors és a l'ala oest, fora del passadís, i s'utilitzava principalment per la família per menjars més petits com l'esmorzar o el te . La cuina també està en aquesta l'ala, directament adossada al menjador. L'altre menjador, a la part davantera oest del cos central, només s'usava per a sopars formals i com a sala d'estar on els homes conversaven després de sopar. La llar de foc de l'habitació estava folrada de marbre quan Buchanan va comprar Wheatland i hi feu instal·lar una estufa. A l'altra banda del vestíbul, a l'altre costat de la casa principal hi ha el saló, on les dones convidades es reunien després de sopar. La biblioteca és al passadís de l'ala est. La fusteria, les portes, una prestatgeria i una prestatgeria d'obra integrada a la paret vetejades per semblar roure.  Les prestatgeries de la prestatgeria ja no existeixen; però, el tauler de la prestatgeria és visible, així com la paret enguixada enlluïda per assemblar-se a la fusta.  Jenkins feu moblar dues prestatgeries de caoba flanquejant la xemeneia de la biblioteca, pero aquestes foren venudes pels posteriors propietaris de la casa.  Buchanan feia servir sovint la biblioteca com a sala de reunions amb els convidats.
Al segon pis s'accedeix mitjançant una escala el·líptica al passadís transversal. Incrustada al post a la base de l'escala hi ha la "pedra de la pau" de vidre, que simbolitza la "tranquil·litat" dels propietaris després d'haver saldat la hipoteca. Els dormitoris de Wheatland eren al segon pis. A l'ala oest s'hi instal·là un bany complet amb banyera, dutxa i bidet quan els Willson van comprar Wheatland el 1884.   El tercer pis s'utilitzava principalment com a habitació de servents i s'ha deixat sense restaurar.  

### Terrenys
Originalment constituït per 22 acres (89,031 m2), els terrenys que envolten Wheatland es van anar venent fins a quedar-ne només 4.25 acres (17,199.14 m2) quan fou inscrita al Registre Nacional de Llocs Històrics. La fusió el 2009, però, va incloure les 5.75 acres (23,269.42 m2)  donades a la societat històrica el 1934; en total les dues parcel·les gairebé assoleixen la meitat de la propietat original de Wheatland.  
Als terrenys, darrere de Wheatland, hi ha una latrina exterior, un fumador i una caseta de carruatges . A la propietat hi havia un estable, però a finals de la dècada de 1880 va ser substituït per la caseta de carruatges; la gelera també desaparegué.   La caseta de carruatges, avui dia, acull un espai de reunió i recepció.
Wheatland està obert al públic de dilluns a dissabte des de mitjans de gener fins a mitjans de novembre, amb visites disponibles cada hora.